# Койшыбаев, Габит Бейбутович
Габит Бейбутович Койшыбаев (каз. Ғабит Бейбітұлы Қойшыбаев; род. 12 марта 1972 года, Алма-Ата, Казахская ССР) — казахстанский дипломат. Чрезвычайный и Полномочный Посол Республики Казахстан в Китайской Народной Республике (2019—2022), в Монголии (с 2022 года).

## Биография
1994—1999 гг. — сотрудник центрального аппарата Министерства иностранных дел Республики Казахстан (МИД РК), командировка в паспортно-визовую службу Казахстана в город Урумчи.
1999—2007 гг. — занимал различные дипломатические должности в паспортно-визовой службе Казахстана в Урумчи, посольстве Казахстана в Китайской Народной Республике (КНР).
2007—2009 гг. — занимал ряд ответственных должностей в департаменте Азии и Африки МИД РК.
2009—2011 гг. — советник, советник-посланник посольства Казахстана в КНР.
2011—2014 гг. — генеральный консул Казахстана в Шанхае.
2014—2016 гг. — заместитель директора департамента консульской службы МИД РК, заместитель директора департамента общеазиатского сотрудничества.
2016 — октябрь 2019 года — заместитель заведующего отделом внешней политики и международных связей Администрации президента Казахстана.
С 1 ноября 2019 года по 8 апреля 2022 года — Чрезвычайный и Полномочный Посол Республики Казахстан в Китайской Народной Республике.
С 8 апреля 2022 года — Чрезвычайный и Полномочный Посол Республики Казахстан в Монголии.